# Shatha Abdul Razzak Abbousi
Shatha Abdul Razzak Abbousi (Irak) es una activista por los derechos de las mujeres. Como miembro del Consejo de Representantes de Irak, y específicamente miembro del Comité de Derechos Humanos de Irak, ha trabajado para aprobar la legislación de derechos humanos de su país También se unió a "The Pledge for Iraq" (El Compromiso por Irak), un grupo activista por los derechos de las mujeres.
Abbousi enseñó biología y estudios islámicos antes de partir para participar en política. Antes de la Invasión de Irak de 2003, se le prohibió enseñar en cualquier escuela estatal debido a que se negó a unirse al Partido Baath, después de la guerra pudo volver a enseñar en una escuela pública.
Recibió el Premio Internacional a las Mujeres de Coraje en 2007.